# Yanqui U.X.O.
Yanqui U.X.O. ist das dritte Studioalbum der kanadischen Post-Rock-Band Godspeed You! Black Emperor (kurz GY!BE). Die Platte wurde vom Label Constellation aus Montreal am 11. November 2002 in Europa auf CD und LP veröffentlicht, eine Woche später weltweit.
Das Album ist die erste Erscheinung der Band nach ihrem kleinen Namenswechsel (das Ausrufezeichen im Bandnamen wurde vom emperor zum you geschoben) sowie die erste Platte, die nicht in Kanada aufgenommen wurde. Es fehlen außerdem zwei wichtige Charakteristika der Band: Es gibt keine Field Recordings mehr, auch die Einteilung der überlangen Lieder in verschiedene Segmente fehlt.
Das Album wurde von der Band als „einfach roher, wütender, dissonanter, bombastischer, instrumenteller Rock“ beschrieben.
Yanqui U.X.O. ist ebenfalls die Platte, die am meisten aneckte und verschiedene Kritikermeinungen auf den Plan rief. Manche, wie zum Beispiel Allmusic, lobten die Veröffentlichung; andere wie Pitchfork Media kritisierten hingegen die Schwerfälligkeit und Stagnation der Musik.

## Hintergrund
Yanqui ist das spanische Wort für Yankee. Die Linernotes beziehen sich bei „Yanqui“ auch auf multinationale, wirtschaftliche Oligarchie. U.X.O. steht für unexploded ordnance.
Die Verpackung der Platte enthält ein Pfeildiagramm, welches die Verbindung zwischen vier Major-Plattenlabels (AOL Time-Warner, BMG, Sony, Vivendi Universal) und der Rüstungsindustrie zeigt. Dieses Diagramm wurde von einem Foto fallender Bomben begleitet. Die Band gab später zu, dass ihnen bei der Recherche für das Diagramm ein Fehler unterlaufen sei – sie hätten EMI als Tochtergesellschaft von AOL Time-Warner dargestellt, was so nicht stimmt. Spätere Auflagen der CD enthielten diesen Fehler nicht mehr.
Im Inlay der CD befindet sich ein Aufruf an die Hörer, nicht bei Großhandelsketten (z. B. Walmart) einzukaufen.
Das Album wurde als CD und Doppel-LP veröffentlicht. Sie haben drei bemerkbare Unterschiede. Erstens ist der Zusammenschnitt des zweiteiligen Werks 9-15-00 in ein Werk (laut Booklet steht der 15. September 2000 für Ariel Scharons Besuch des Tempelberges am 15. September 2000, der einer der Auslöser der Zweiten Intifada ist. Genau genommen fand dieser Besuch allerdings am 28. September statt.) Außerdem befindet sich auf der LP ein unbenannter Hidden Track nach kurzer Stille (ähnlich wie beim Hidden Track J.L.H. Outro auf der CD-Veröffentlichung des GY!BE-Debüts f#a#∞ von 1997). Dieser Hidden Track besteht aus einer gesampelten und montierten Rede von George W. Bush mit anschließendem Applaus.
Zu guter Letzt ist der zweite Teil des Liedes Motherfucker=Redeemer wegen eines längeren Ambient-Anfangs ungefähr fünf Minuten länger auf der LP.
Der Song 9-15-00 wurde im Film Adoration (2008) genutzt (ohne Wissen oder Erlaubnis der Band).
Es gibt alternative Titel für die Lieder des Albums: Aus 28-12-99 wurde 9-15-00, aus Tazer Floyd wurde Rockets Fall on Rocket Falls und aus Tiny Silver Hammers wurde Motherfucker=Redeemer.

## Produktion
Das Album wurde 2001 von Steve Albini im Electric Audio Studio in Chicago aufgenommen, von Howard Bilerman im Hotel2Tango, Montreal (Kanada) gemixt und in den Abbey Road Studios in London von John Loder und Steve Rooke gemastert.

## Tracklist

### CD
1. 9-15-00 (16:27)
2. 9-15-00 (cont.) (6:17)
3. Rockets Fall on Rocket Falls (20:42)
4. Motherfucker=Redeemer (21:22)
5. Motherfucker=Redeemer (cont.) (10:10)

### LP
A
1. 09-15-00 (22:40)
2. Rockets Fall on Rocket Falls (20:43)

B
1. Motherfucker=Redeemer (21:30)
2. Motherfucker=Redeemer (cont.) sowie als Hidden Track George W. Bush speech cut-up (15:25)